# X JAPAN
X JAPAN（エックスジャパン）は、日本のヴィジュアル系ロックバンド。旧称および通称はX（エックス）。

## 概要
1982年に当時高校生だったYOSHIKIとTOSHIを中心に彼らの出身地でもある千葉県館山市で結成。その後、上京し幾度のメンバーチェンジを経て1989年にXとしてメジャーデビュー。1992年にX JAPANに改名。1997年9月22日に解散を発表し、同年12月31日にラストライブを開催し解散。その後、2007年10月22日に再結成し、十数年越しの世界進出を果たした。また、Coachella 2018では多数の権威ある海外メディアから高評価を受けた。さらに、2003年にHMVによる日本史上最高のトップポップアーティスト100に選ばれる。
派手なメイク（化粧）や金髪を逆立てた髪型、派手なライブパフォーマンスは「ヴィジュアル系」と呼ばれるジャンルを生み出し、その先駆者ともなった。
日本公演 2018年〜紅に染まった夜〜 Makuhari Messe 3Daysを最後にX JAPAN名義での活動は行われておらず、公式サイトなどでは解散・活動休止の発表は一切行っていない。

### バンド名の由来
いいバンド名が思いつかなかったので、一時的に仮の名前として「X」と名付けた。その後、YOSHIKIがXという文字の意味を調べたところ、Xには「数多くの可能性」という意味があることがわかり、後付けで「無限の可能性」とジャンルにとらわれないという意味であるとした。その後、世界進出にあたりアメリカに同名のバンドが存在することがわかり、1992年8月のHEATH加入発表と共にX JAPANに改名した。

## 来歴

### 1977年 - 1988年: 結成、インディーズ時代
幼稚園の頃からの幼馴染だったYOSHIKIとTOSHIは、小学校高学年でアメリカのハードロックバンド「KISS」の話をする間柄であり、共にバンドを組む約束をしていた。
小学6年の時にDYNAMITE（ダイナマイト）（1977年 - 1978年）、中学校に進学後NOISE（ノイズ）（1978年 - 1982年）を結成。主にレッド・ツェッペリン、UFO、レインボーなどのコピー曲を中心に演奏、中学校の予餞会が初ライブだった。その後、通っていた中学校が生徒増加に伴う分割によりボーカルが別の中学に編入されたため、当初ギターだったTOSHIがボーカルに転向。地元の安房高校に進学した2人はその後もバンドを続けていたが、進学問題で他のメンバーが脱退。他校のメンバーを加えて1982年夏、高校2年生の時に始めたのがXだった。高校時代の文化祭では「We are X」、当時は未完成だった「I'LL KILL YOU」などを演奏していた。
高校卒業後の進路として音楽大学の推薦入試を受験する予定だったYOSHIKIが、入試1週間前に進学を取り止めロックバンドとして成功する道を選び、1984年にTOSHIと結成時のメンバーのTERRYと共に活動拠点を東京に移した。又、ベース担当のATSUSHI、ギター担当のTOMOが加入した。
上京後の2人は、何のツテもない状態でメンバーやライブハウスを探し、1年後の1985年にはバンドとしての体裁を何とか整えられた。同年6月、1作目のシングル「I'LL KILL YOU」をDada Recordsからリリース。1986年にYOSHIKIが自身のレーベル「エクスタシーレコード」を設立し、2作目のシングル「オルガスム」をリリースする。この頃になるとファンもある程度定着したが、メンバーは常に流動的で、YOSHIKIの1日十何時間も練習する姿勢に見切りを付けられることが原因であることが多く、存在が判明していないのを含めると脱退したメンバーは20人は超える。YOSHIKIも難しい注文に答えてくれるだけではなく、自分の方針に忠告をしてくれて、且つお互いの個性を認め合い、尊敬・成長し合えるメンバーを探していた。
その後、一時期Xに加入していたTAIJIが1986年の年末に再び加入。1987年ビクターから発売されたオムニバス・アルバム『SKULL THRASH ZONE Vol.1』のレコーディングでPATAがヘルプで参加。その後、1987年初めには、SAVER TIGERを解散させ美容師になる決心をしたHIDEをYOSHIKIが説得し、Xに加入させた。交通事故を起こしたISAOの脱退後にPATAも正式にメンバーとなり、メジャーデビュー時のメンバーが揃った。
ライブ・ハウスでは、メンバーが暴れて火を吹いたりYOSHIKIがシンバルにガソリンを注いで燃やすなどのパフォーマンスを敢行し、数々のライブハウスから出入り禁止となった。打ち上げでも喧嘩が絶えず店がメチャメチャに壊れるなどトラブル続きだったため、ロックミュージシャンが居酒屋へ入る際にはYOSHIKIがいないか店にチェックされたほどであり、当時のインディーズメタル事情に詳しい漫画家の喜国雅彦によると、当時の渋谷の居酒屋はミュージシャン同士の喧嘩が多かったことから「ギターお断り、ミュージシャンお断り、バンドマンお断り」極めつけは名指しで「Xお断り」と貼り出された店もあったという。その特異な行動から、HIDE率いるSAVER TIGER、TAIJIが在籍したDEMENTIAと共に「関東三大粗大ゴミバンド」とバッシングの対象になった。なお、当時DEMENTIAに在籍していた小杉茂（現ハウリング・ブル・エンターテイメント代表取締役社長）によると、この呼び名の名付け親はUNITEDのメンバーではないかと推測している。
「いくら良い曲を作っていても聴いてもらえなければ意味が無い」という考えから「知名度が必要」と判断し、日本テレビ『天才・たけしの元気が出るテレビ!!』の「ヘビメタコーナー」に出演していた。ステージ衣装のままで競技を行う「ヘビメタ大運動会」や、「早朝シリーズ」（就寝中の芸能人の部屋に侵入してバズーカなどの爆音で起こす名物コーナー）の一つである「早朝ヘビメタ」などに出演。狭い食堂で「オルガスム」を演奏する同番組の企画「やしろ食堂ライブ」は、HIDEのX加入後の初仕事となった。
しかしその世界観を硬派なイメージで保とうとする当時の音楽業界、特にロック界の風潮の中で「（音楽番組以外の）テレビ出演」はタブー視されていたため、業界関係者や他のバンドから「ヘヴィメタルをお笑いネタにされた」として厄介者のレッテルを貼られていた。
テレビ出演をきっかけに知名度が全国区へと広まったXは、当時デモテープの配布すら滅多に無かった時代にオリジナル映像を収録したVHSを客に配布した。この時、他にも配布するものとして、冷蔵庫、電子レンジ、トラックなどのアイデアが出ていた。他のバンドよりプロモーションを積極的に行っていたため、他のバンドからは金持ちバンドとしてみられていた。
1988年4月、1作目のアルバム『Vanishing Vision』をリリース。発売1週間で、当時としては異例の初回プレス分1万枚を完売した。『Vanishing Vision』は、メジャー・レーベルから発売される可能性もあったが、YOSHIKIは「インディーズでまだ何も残していない」として、敢えてエクスタシーレコードからリリースした。並行して数社とのメジャーレーベルとの契約交渉を進め、Xを巡ってレコード会社の間で争奪戦となったが、最終的にCBS・ソニーと契約。XがCBS・ソニーと契約した理由は、交渉にあたった他社のディレクター達があまりに横柄な態度をとっていたため。これにメンバーが怒りを覚え、交渉は冷静に対応できるYOSHIKIが担当したといわれる。契約金や契約期間などの条件が最も低かったことも「絶対に売れてこいつらを見返してやる」という反骨心が生まれ、契約を決めた一因となった。
契約したCBS・ソニーも交渉当初は積極的ではなかったが、当時スカウト・育成部門所属だった津田直士が新規プロジェクトチームに配属となった事から、津田自らがディレクターとなりXと会社を説得、マネジメントまで引き受けることとなった。同時にX専用のプライベート・レーベル「SIREN SONG」が設立された。
なお、ライブでお馴染みとなっているXジャンプの起源は、1988年7月19日に仙台のライブハウス『フォーラスモーニングムーン』で行われたライブである。2度目のアンコールで「X」を演奏していた際、サビの部分でギターのHIDEが突然ジャンプをして、観客にもジャンプするようジェスチャーで煽ったのをきっかけに始まった。この時ジャンプに応じたファンは数人であったが、ステージ上でHIDEの様子を見ていたベースのTAIJIが直後からジャンプに応じ、少し遅れてPATAもジャンプし始めた。しかしまだ慣れていないため、ジャンプするたびに3人とも音が外れてしまっていた。
1988年6月24日には、スピンオフ的な企画としてL.O.Xのレコーディングを開始した。L.O.XはLip CreamのNAOKI（ギター）、ORANGEのACT（ベース）、XのYOSHIKI（ドラムス、クレジットは「白鳥麗（REI）」）で結成されたハードコア・パンク・バンドである。

### 1989年 - 1993年: メジャー・デビュー
1989年4月21日、CBS・ソニー/Siren Songから2作目のアルバム『BLUE BLOOD』でメジャー・デビュー。オリコンでは初登場6位を記録した。当時の音楽業界はミリオンヒットが珍しい時代であり、トップレベルのロックバンドですら10万枚の売上で大ヒットだった中、1989年だけで60万枚のセールスを記録した。また6月頃にメンバーが海外にPV撮影や曲作りの為に滞在していた。同年9月に「紅」をシングル・カット。音楽番組出演などの積極的なメディア露出で、ヴィジュアル系バンドを見た事の無かった多くの人達に強烈なインパクトを与えた。この時も、Xのメディア露出過多について音楽業界から賛否両論が浴びせられるも順調に向かっている様子に見えたが、同年11月23日に渋谷公会堂のライブ中にYOSHIKIが倒れ、以降のライブは延期された。以降、YOSHIKIは常に首や腕に「爆弾」を抱えながらバンド活動を続ける事となる。そんな中も、Xは日本有線大賞新人賞・日本ゴールドディスク大賞など数々の賞を受賞した。同時期に作品のレコーディングを行っていたL.O.Xのメンバーもレコーディングに参加していた。
1990年2月、初の日本武道館ライブでツアーを再開し、5月の大阪城ホールライブをもってツアーを終えた。11月には次のアルバムのレコーディングのために渡米した。本人達が不在の間にも、フィルム・コンサート『X FILM GIGS 〜血と薔薇にまみれて〜』を行い、成功させた。
1990年5月25日、約2年半にわたるレコーディングの末に、L.O.Xの唯一のアルバムである『Shake Hand』がリリースされた。
アメリカ・ロサンゼルスでレコーディング中に、YOSHIKIが高速ナンバー「Stab Me In The Back」のドラムレコーディング後に発症した頸椎椎間板ヘルニアで、以降のレコーディングのスケジュールが大幅に延期された。レコード会社からは1991年7月のリリースをリミットとされたため、他の高速ナンバーや「ART OF LIFE」などのレコーディングを断念し、同年6月帰国。翌7月1日、3作目のアルバム『Jealousy』をリリース。オリコンチャート1位を記録する。コンサート・ツアー『Violence In Jealousy Tour 1991 〜夢の中にだけ生きて〜』を行い、8月23日には初の東京ドーム公演を果たした。同時期、新宿の小田急ミロードに「X SHOP JEALOUSIX」を期間限定で出店、日清食品から「カップヌードルX味」が発売されるなど、この頃のXはメディア露出なども合わせて絶頂期を迎えた。12月8日にNHKホールで、『X with Orchestra』を開催した。12月20日のツアーファイナルの武道館でFILM GIGのダブルアンコールに本人たちが登場、この頃一部新聞で報道された解散説をYOSHIKI自ら否定。12月31日には『第42回NHK紅白歌合戦』に出場した。
1992年1月5、6、7日には、日本人アーティストとして初となる東京ドーム3日間連続公演『破滅に向かって』を開催し、延べ12万人を動員した。直後にTAIJIが「音楽性とファッション性の違い」を理由に脱退。1月31日の『ミュージックステーション』でビデオメッセージを通じて、TOSHIの口から正式に発表された。しかし、これは実際には解雇であり、後にTAIJIは著書において「YOSHIKIに直接脱退を迫られた」という内容を告白している。ここで「ギャラのアップ要求などバンドの嫌われ役に徹していたことに、YOSHIKIが疲れ果てたのではないか」、「一部のスタッフがYOSHIKIに働きかけたのではないか」、「YOSHIKIのドラムプレイに対して平気でダメ出しをする様になって、YOSHIKIとの間に軋轢が生じたからではないか」と述べている。一方、YOSHIKIは自伝『YOSHIKI/佳樹』の中で「TAIJIのベースはXに必要だったが、YOSHIKIとTAIJIの間での約束をいとも簡単に破ったこと」を理由としている。また、脱退の前の時点で既に正式なメンバーではなく、スタジオミュージシャンとしての契約だったという。
1992年4月20日付でソニーとの契約が切れた。5月中旬に行われたソニーの役員会の席で「YOSHIKIのわがままを止められない」という声が流れ、その一因にYOSHIKIのレコーディングの妥協の無さとマネジメントと流通がソニーの丸抱えで「アーティストとレコード会社が対等に付き合うためには事務所が独立してないといけない」という考えからきており、YOSHIKI自身も1991年から独立の準備をしていた。Xは、1992年8月24日にニューヨークのロックフェラー・センターで記者会見を開き、世界進出を果たすべくアメリカのタイム・ワーナーと契約したことと、新しいベーシストとしてHEATHが加入したことを発表した。海外ではアトランティックレーベル、日本ではワーナーミュージック・ジャパンから作品をリリースすることとなった。しかし、先行して映画「メジャーリーグ」の『恋はワイルド・シング（Wild Thing）』で世界的に有名になったロサンゼルスの同名バンド「X」が存在したため、X JAPANに改名した（当初はX FROM JAPANと名乗っていたが、直ぐに変更した経緯がある）。日本でも1993年12月24日に東京ベイNKホールで行われた『ミュージックステーションスーパーライブ93』に出演するなどしていた。

### 1994年 - 1996年: 長期レコーディング
ワーナーミュージック・ジャパンとの契約後に最初に取り組んだのが、『Jealousy』に収録できなかった「ART OF LIFE」のレコーディングだった。デモテープは1990年夏には既に出来上がっていたが、TOSHIのボーカル録りが難航。さらに、ベースのTAIJIの脱退によりできあがっていたベースラインをHEATHのベースラインに録り直した。1993年8月に、ようやくリリースされる。
これと並行して各メンバーのソロ活動が活発になるが、次第にX JAPAN本体とのスケジュールの都合がつかなくなるなどしたために、X JAPANのレコーディングスケジュールも管理していたYOSHIKIが、他のメンバーに不信感を募らせていった。だが相変わらず、X JAPANのニューアルバムのレコーディングは遅々として進まなかった。
本来、『Jealousy』に続くアルバムは世界進出アルバムとしてリリースされる予定で、『日本向けと海外向けの2作品を同時に制作中』『過去の楽曲の英詞ヴァージョンをレコーディング中』だった。しかし、TOSHIの英語の発音の問題や、ニルヴァーナなどのグランジがロック・シーンで注目されるようになっていたこともあり、「今X出しても売れないな」というYOSHIKIの判断の下に海外進出を断念した。
長期にわたるレコーディングはワーナーミュージック・ジャパンとの関係をも悪化させる。完成していないマスターテープを担保にした銀行融資も、ままならなくなり、YOSHIKIは愛車フェラーリを制作費捻出のために売却、レコーディングを続行。契約から4年ものアルバムレコーディングで経費がかかりすぎるとして、レコーディング作業を維持するために、苦肉の策として仕上った楽曲を次々とシングルとしてリリース。しかも、カップリング曲（いわゆるB面）を用意できないために、未発表のライブ音源で埋めるという有様であった。
YOSHIKIは持病の頚椎椎間板ヘルニアのために数曲のハイスピードな楽曲のレコーディングを断念した。
ニューアルバムどころかタイトルチューンの『DAHLIA』がリリースされないまま、1995年11月に全国ツアー『DAHLIA TOUR 1995-1996』が開始。YOSHIKIの体調を考慮して、基本的に1 - 2週間に1カ所で2日間という日程だったが、翌1996年3月13日、名古屋公演1日目にYOSHIKIがライブ中に椎間板ヘルニアを再発したことで、以後のツアー日程は全て中止され、事実上ツアー終了。福岡の延期を除く18公演中、7公演が中止となった。福岡ドームに至っては、延期公演の振替も中止となった。
長期のレコーディングの末、ようやく1996年11月4日に最後のオリジナル・アルバム『DAHLIA』がリリース。オリコン1位を記録する大ヒットとなるものの5年4ヶ月もの歳月を掛けたにも関わらずアルバム発売以前に全10曲中6曲までシングルリリースされる（『DAHLIA』リリース後に「SCARS」もシングルカット）、ベスト盤的アルバムとなった。この頃から、TOSHIはX JAPANの存在と活動に息苦しさを感じるようになったと発言している。
1996年12月、『DAHLIA TOUR 1995-1996』のツアーファイナルとなる、『DAHLIA TOUR FINAL』を東京ドームで開催。

### 1997年 - 2006年: 解散、HIDEの死と解散後のX JAPAN
1997年4月、音楽性・方向性の違いを理由にTOSHIが脱退する。しかしそのTOSHIの後任のボーカルを見つけられなかったため、9月22日に記者会見を開き、X JAPANの解散を発表。その後、ファンに対する「けじめ」としてライブをしよう、とHIDEがYOSHIKIを説得。TOSHIも参加して、1997年12月26日にテレビ朝日『500回記念 ミュージックステーションスペシャル スーパーライブ97』に出演、1997年12月31日に東京ドームにてラストライブ『THE LAST LIVE〜最後の夜〜』を開催、コンサート終了後に出演した『第48回NHK紅白歌合戦』のステージで幕引きとなった。
残ったメンバーは2000年に新たなボーカリストを加えた形で再結成することを予定し、それまでの間、各メンバーはソロ活動を展開する。中でもHIDEは、hide with Spread Beaver名義で精力的に活動を始めた。しかしその矢先、1998年5月2日にHIDEが急逝。その後『Art of life live』や『THE LAST LIVE〜最後の夜〜』などのライブ・アルバムやライブDVD、ファン投票によるベスト・アルバム『X JAPAN BEST 〜FAN'S SELECTION〜』のリリース、全国主要都市や韓国・ソウルで『FILM GIG』開催などが続いた。
HIDEと同郷であり、hide MUSEUMの建設にも関わった当時の小泉純一郎首相が「X JAPANのファン」と公言し話題を呼び、「Forever Love」が自民党の国政選挙の際にCMで使われた。しかし、その一方でTOSHIの洗脳疑惑騒動やYOSHIKIの迷走などかつてのファンを不安にさせるニュースも数多く報道されていた。特にYOSHIKIは日本で表立った音楽活動をほとんど行わなくなり、アメリカでViolet UKの活動を主体にプロジェクトを進めていた。これには、公私共に深い信頼関係にあったHIDEの死去が自身に与えた精神的なダメージが大きかったためであることを後に語っている。
2002年、YOSHIKIはゲスト出演したNHKの『わたしはあきらめない』で解散の直接的原因となったTOSHIについて、「TOSHIの声を道具のように扱っていた」と、自身の行いに問題があったという内容の発言をしている。HIDE死後の転機となったのが、『天皇陛下御即位十年をお祝いする国民祭典』で奉祝曲「Anniversary」を演奏した際に受けたファンの歓声であったとしている。この模様は後日、未放送部分が付け加えられ番組単行本に纏められている。しかし当時のTOSHIは、「自分はテレビを見ないので知らない」と受け入れることは無かった。
韓国では「Tears」が、映画『僕の彼女を紹介します』挿入歌として、日本文化解禁後の韓国映画で初の日本語楽曲使用となった。ヨーロッパではX JAPANの楽曲をカヴァーするバンドも現れた。後述の再結成発表の場でもアジア圏から東京に駆けつけたファンやリアルタイムでX JAPANを知らない若者たちの姿などが多く報道されていた。

### 2007年: 再結成
2007年2月10日にTOSHIが自身のホームページで、X JAPANのかつてのマネージメント事務所の社長がTOSHIのライヴ会場に何度も足を運び、「他のメンバーが再結成したがっているがTOSHIはどうだろうか」と頼んで来たと述べている。再結成に対して否定的であったTOSHIは、最初は頑なに断り続けていたが、あまりにも何度も来られたため、YOSHIKIにも確認し、共通の友人でもある小室哲哉にも応援と期待を頂いて話を進めていると明かした。同年3月21日にはTOSHIが自身のホームページで、ロサンゼルスのYOSHIKIのスタジオを訪ね、およそ10年振りに共に演奏したことを明らかにした。その際にセッションした楽曲はYOSHIKIがHIDEへの追悼曲として作曲し、2005年のYOSHIKIのクラシック・アルバム『ETERNAL MELODY II』に収録していた「Without You」であったことも明かし、YOSHIKIとのプロジェクトや新曲のリリースの動きが進行していることをほのめかした。その後、同年6月にYOSHIKIはスポニチの取材に対し、再結成に向けて話を進めていることを認めた。
同年10月18日、公式ホームページで活動再開が正式に発表された。東京都港区台場のアクアシティお台場屋上で、新曲「I.V.」のプロモーション・ビデオの公開撮影を10月22日に行う旨が報道された。当日の撮影ではYOSHIKIに抱きかかえられたHIDEの人形も揃い、10年ぶりにX JAPANの『5人』が台場に集まったファンの前に姿を見せた。このミュージック・ビデオでは『HIDEも世界に連れて行く』という意味を込めてHIDEのステージ・ポジションにマイク・スタンドとギターが設置されていた。撮影終了後には2008年春を目処に東京で再結成コンサートを計画していることなども明らかにされた。「I.V.」は亡きHIDEのギター音をデジタル加工して使用するなど、X JAPAN5人の楽曲として制作され、2008年1月23日にリリースされた。ハリウッド映画『SAW4』のメイン・テーマ・ソングとして採用された。撮影されたミュージック・ビデオは、2008年2月29日に発売された『X JAPAN RETURNS 完全版 DVD-BOX』に収録された。
後日、TVでインタビューでYOSHIKIは「X JAPANに終止符を打つための再結成で綺麗な形で終わらせるためであり、長期間の活動はしない」と語った。HIDEの後任のギタリストは、ゲストと言う形をとり、HIDEのポジションを空けておく、X JAPANは常にHIDEと一緒という発言から新たにHIDEのギターを収録することが不可能なことやTOSHIとの確執が完全に解消されたわけではないと述べた。TOSHIは復活後のソロコンサートで「X JAPANもやりながら癒しの音楽もやっていきたい」と語っていた。

### 2008年: 世界進出
2008年1月20日に渋谷Apple Storeで記者会見が行われ、同年3月28日、30日に、東京ドームで2日間の再結成コンサートが行われることが発表された。同日の夕方にはタワーレコード渋谷店で、X JAPANメンバーと招待されたファン160人によるトーク・ライブが行われた。会見当日に先行予約が開始されたが、予想以上の反響があったため、当初の予定を変更しドームの後方席も開放し増席することと、夏以降の追加公演が発表された。X JAPANにとって初の海外公演となる欧米・アジアツアーが年内に発表されるとも語った。再結成コンサートは『X JAPAN 攻撃再開 2008 I.V. 〜破滅に向かって〜』と銘打たれ、28日は「破壊の夜」、30日は「創造の夜」と命名された。後日、再結成コンサートはあまりにも反響が大きく2日間ではキャパシティを確保することができないと判断し、YOSHIKIを始めとするメンバーの休養のため空けられていた29日に追加公演を行うことを決定。29日はYOSHIKIも「命を張る覚悟」として「無謀な夜」と命名された。チケットの価格高騰を懸念して、プレミア席のオークション中止も発表された。立ち位置は「HIDEがいたときと同じ配置で行く」と改めて『5人のX JAPAN』によるコンサートであることが強調され、再結成コンサート当日は、ステージやモニターに特殊映像（ホログラムなど）によって再現されたHIDEが映しだされた。この会見で「I.V.」のiTunes Storeなどにおける全世界23ヶ国同時発売が発表された。
2008年5月3日 - 4日にHIDEの追悼ライブ『hide memorial summit』が開催され、LUNA SEA、T.M.Revolution、Dir en grey、マキシマムザホルモンなどが出演し、X JAPANは2日目に出演して「Without You」やhideのソロ楽曲「ピンクスパイダー」などを演奏したほか、LUNA SEAのメンバーとLUNA SEAの楽曲「BELIEVE」を共演した。12月31日には赤坂BLITZでカウントダウン・ライブ『X JAPAN COUNTDOWN GIG 〜初心に帰って〜』を開催。この模様はCS放送、DMM.comによる独占生中継が行われたほか、全国13館のTOHOシネマズにて中継上映も行われた。
後日YOSHIKIは雑誌のインタビューやMyspaceなどを通じて「I.V.」の日本語版のリリースや「Without You」をはじめとした新曲の制作をほのめかしていた。「もしかしたら当初の構想より長く活動できるかもしれない」と語った。
この年、パリやアメリカ等でツアーを予定していたが、YOSHIKIの体調不良により中止になった。日本でクリスマスライブも予定していたが中止になった。

### 2009年: ワールド・ツアー、SUGIZOの加入

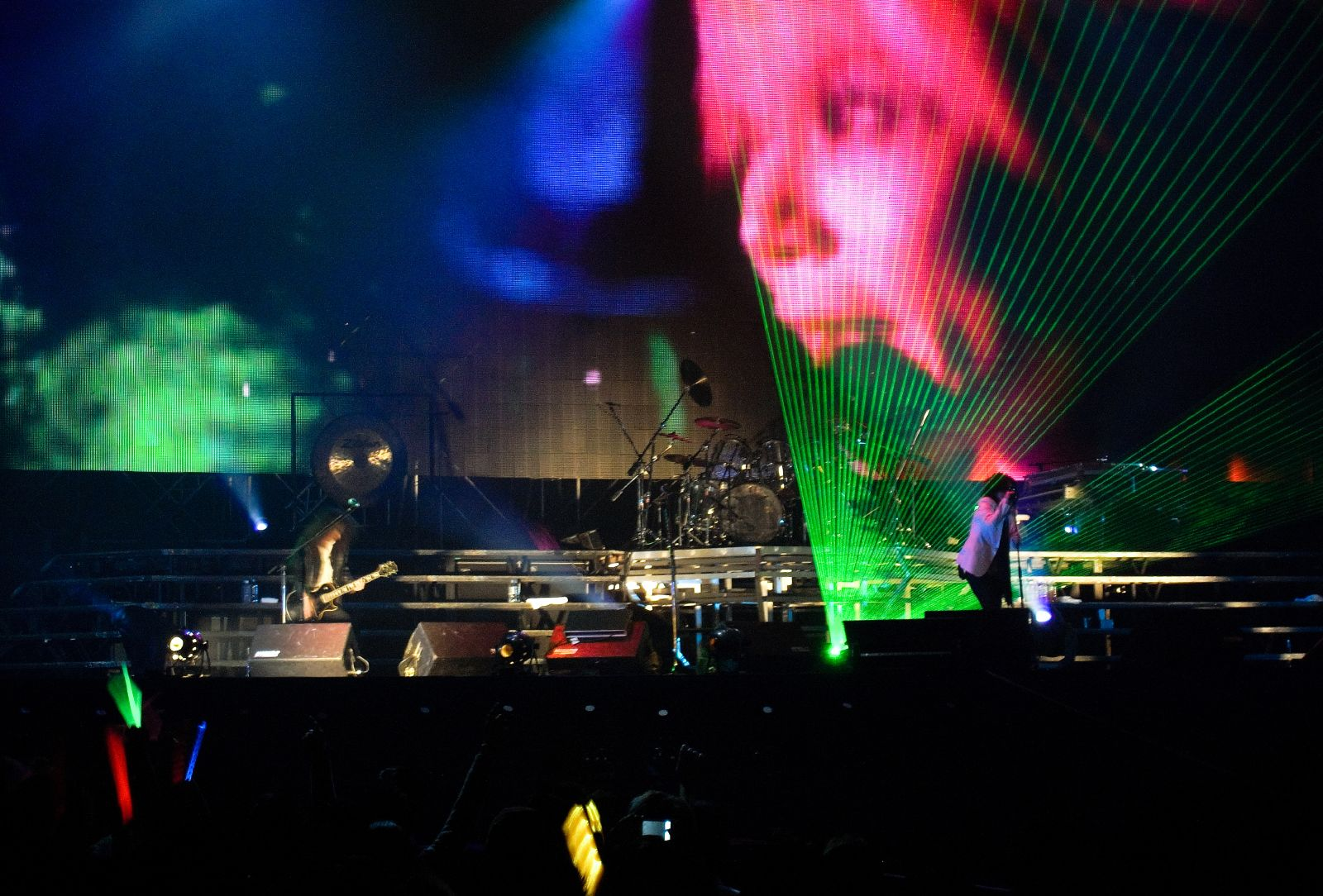
2009年1月17日香港公演

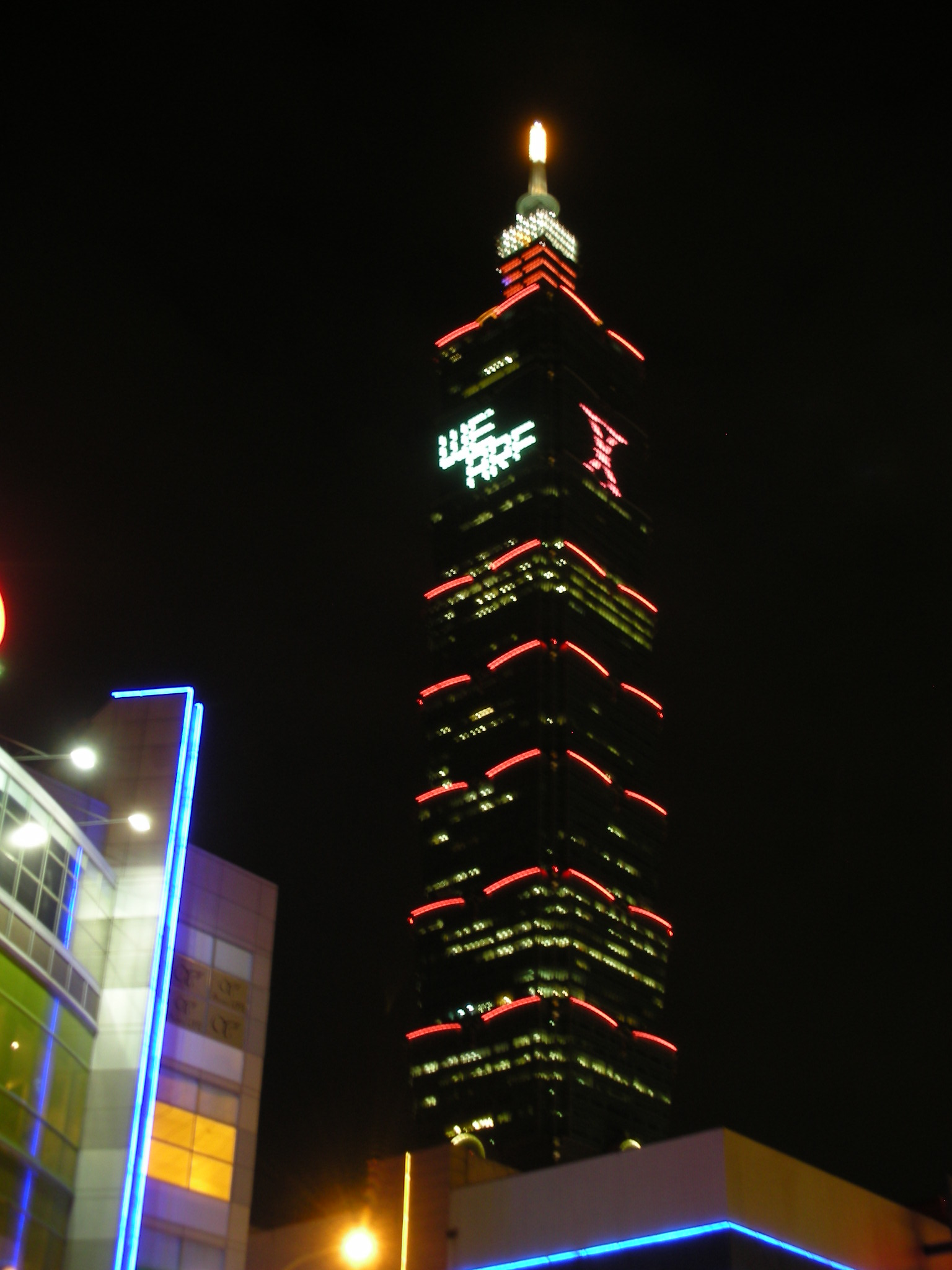
2009年の台湾公演決定を記念して特別イルミネーションされた台北101。

2009年1月16日 - 17日に、香港のアジア・ワールド・エキスポで初めての海外公演となる『X JAPAN WORLD TOUR LIVE IN HONG KONG』を開催し、2日間で2万人を動員した。
香港公演後、HEATHと所属事務所とのトラブルが顕在化。このため、2-3月に予定されていた台北公演・ソウル公演は延期が決定した。事態を重く見たHEATHがYOSHIKIに脱退の意向を示すが、YOSHIKIがこれを拒否し打開に奔走。公演が翌日に迫った5月1日にHEATHから脱退が回避されたという旨とファンへの謝罪が公式サイトに掲載された。同時に再結成公演以来サポート・メンバーとしてステージで演奏していたSUGIZOが「6人目のメンバー」として正式に加入した。5月2-3日にワールド・ツアー東京ドーム公演『X JAPAN WORLD TOUR Live in TOKYO 〜攻撃続行中〜』を開催。「JADE」が初めて演奏されたほか、新たに加わったSUGIZOのヴァイオリンとYOSHIKIのピアノによる共演など、SUGIZOの加入による新しいコラボレーションも見られた。5月30日には台湾で『X JAPAN WORLD TOUR Live in TAIPEI』が開催された。
その後、ワールド・ツアーは10月10日のパリ公演がアナウンスされていたが、YOSHIKIの持病である頸椎椎間板ヘルニアの手術に伴い、三たびの延期。年内の開催を予定していた大阪公演も延期となった。
7月末のYOSHIKIの手術後、8月22日には6年ぶりとなるフィルム・コンサート『X JAPAN FILM GIG 〜鈴鹿の夜〜』が鈴鹿サーキットで開催された。これはYOSHIKIがプロデュースするレーシングチーム「TEAM YOSHIKI＆童夢プロジェクト」が出場するSUPER GTレースの前夜祭に伴って行われたもので、X JAPANのフィルム・コンサートとしては初の野外公演となった。これには当初YOSHIKIの出演がアナウンスされていたものの、その後に手術が決まったこともあり、出演は取りやめとなっていたが、当日になりYOSHIKIとTOSHIがサプライズ出演。公の場にYOSHIKIが姿を現すのは手術後これが初めてとなった。

### 2010年 - 2011年: ワールド・ツアー、TAIJIの死

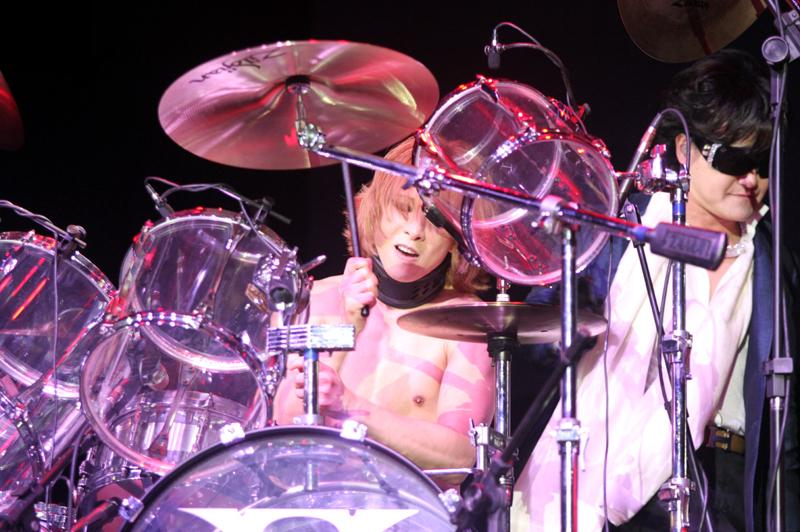
サンパウロ公演で演奏するYOSHIKIとToshl

2010年1月6日-14日にロサンゼルスにてミュージック・ビデオの撮影が行われた。6日にはロサンゼルス・センター・スタジオ、7-8日にはロサンゼルス・シアターへと場所を移し、9日にはハリウッド・コダック・シアターの屋上に設置された特設ステージの上でライブ形式の公開撮影が行われた。9日の公開撮影ではファン8000人を動員し、総制作費は5億円を計上した。その後12 - 14日も場所を移して撮影が行われた。撮影は「I.V.」「JADE」といった再結成後の新曲に加えて「Rusty Nail」「紅」「ENDLESS RAIN」といったすでにミュージック・ビデオが存在している曲にも行われた。撮影された映像の一部はパチンコ台「CR FEVER X JAPAN」に使用されていた。DVD『X JAPAN Showcase in L.A.』に収録され、パチンコ店のみで限定リリースされた。
この9日の公開撮影がYOSHIKIにとっては手術後初、TOSHIにとっては活動休止後初のパフォーマンスの披露となった。TOSHIは2009年10月に肋間神経痛を患い、この撮影の直前まで全く声が出せない状態が続いていたが、この撮影をきっかけに声を取り戻したことを撮影直後の単独記者会見で明かした。この記者会見でTOSHIは自己破産申請・離婚調停・ソロ活動でパートナーであったMASAYAとの決別などを告白と、2月24日にX JAPANメンバー全員参加の『Toshl LAST CONCERT"武士JAPAN"』の開催を発表、自身の名前を「TOSHI」から「Toshl」に変更した。
2010年の8月6日 - 8日にかけてアメリカ・シカゴで行われたロック・フェスティバル『ロラパルーザ』のメイン・ステージに出演した。
8月14-15日に、横浜国際総合競技場で『X JAPAN WORLD TOUR Live in YOKOHAMA 超強行突破 七転八起 〜世界に向かって〜』を開催。元メンバーのTAIJIが中盤でスペシャル・ゲストとして参加、ステージではHEATHとのダブルベースにより「X」を共に演奏。1992年の東京ドーム公演以来、18年振りに共演が実現した。終演後はステージ上でYOSHIKIをはじめとするメンバーと抱擁を交わした。TAIJIは翌2011年7月17日に急逝したため、これが最後の共演となった。
10月10日、ワールドツアーの一環である北米ツアーを完遂。ツアーを延期、中止せずに完遂したのは1989年の「BLUE BLOOD TOUR」以来となった。
2011年1月27日、北米における製造・流通を目的としてEMIと3年間の専属契約を結ぶ。3月6日には国立代々木体育館にて行われたYOSHIKIプロデュースのファッション・イベント『ASIA GIRLS EXPROSION』にX JAPANとして出演。5月27日には映画『手塚治虫のブッダ -赤い砂漠よ美しく-』の主題歌「Scarlet Love Song」が配信リリースされた。6月28日には東日本大震災の影響により延期となっていた「JADE」を配信リリース。その当日にヨーロッパ、日本、南米、東南アジアを廻る2011年ワールド・ツアーがロンドンからスタート。ヨーロッパ・ツアー『X JAPAN WORLD TOUR Live 2011 European Tour』では、2008年から延期を繰り返していたパリ公演を含む4都市で成功を収めた。
3月6日に代々木第1体育館で開催された世界最大級のファッションイベント「ASIA GIRLS EXPLOSION」参戦。SUGIZOが参加するViolet UKのパフォーマンス、マリリン・マンソンのモデルとしての登場。この参戦で今年南米（メキシコ、ブラジル、アルゼンチン、ペルー、チリ）から始まるワールドツアー2011、北米で3月15日にシングルリリースされる「JADE」や、5月28日から日本全国で公開される映画ブッダの主題歌「Scarlet Love Song」が披露された。
ワールド・ツアーの一環として、日本では8月13日の舞洲サマーソニック大阪特設会場、14日の千葉・QVCマリンフィールドで開催されたロック・フェスティバル『SUMMER SONIC 2011』に出演。その2週間後の野外ライブ・ツアー『a-nation』の東京公演初日にもサプライズ・ゲストとして出演した。
9月18日、チリから始まった南米ツアー『X JAPAN WORLD TOUR Live 2011 South American Tour』をメキシコで完走。東南アジア・ツアー『X JAPAN WORLD TOUR Live 2011 Southeast Asian Tour』では、北京公演が中止になったものの、11月8日にタイでライブを終え、『X JAPAN WORLD TOUR Live 2011』の全公演が終了した。

### 2012年 - 2017年: 世界への進撃
2012年4月11日（日本時間12日）、アメリカ最大のHR/HMの祭典『第4回ゴールデン・ゴッズ・アワード』にアジアのバンドとして初めてのノミネートされ、ベスト・インターナショナル・バンド賞を受賞した。世界デビューアルバム制作の最終段階に入ったことと、近々2度目のワールド・ツアーも計画中であることも発表された。
2013年5月20日、東京・デックス東京ビーチ内の施設「マダム・タッソー東京」にてX JAPANの等身大フィギュアお披露目式で記者会見を開き、2014年に2度目のワールド・ツアーを開催する意気込みを表明した。21ヶ月ぶりの記者会見だった。「世界への名刺代わりになる作品」としてアルバムをリリースする予定だとした。
2014年4月29日、YOSHIKIのソロワールドツアー「YOSHIKI CLASSICAL WORLD TOUR」コスタメサ公演にて10月11日にX JAPANとしては初のマディソン・スクエア・ガーデンで公演を行うこと、6月17日に全世界ベストアルバムとして「THE WORLD〜X JAPAN 初の全世界ベスト〜」が発売されることを発表した。このライブステージでは、YOSHIKIがピアノ演奏を中心に、Xの曲や"Anniversary"などを女性弦楽団と演奏し、Toshlもゲストとして参加して盛況となった。
2014年8月17日、国内で初めてゲリラライブを東京・新宿ステーションスクエアで敢行。『聖闘士星矢 LEGEND of SANCTUARY』（同年6月21日公開）の主題歌「HERO」のX JAPANバージョンを披露し、ミュージックビデオの撮影も行った。国内のMV撮影は2007年の「I.V.」以来約7年ぶりで、SUGIZOが加入してからは初である。
2014年9月30日、10月1日の2日間、2010年日産スタジアム公演以来4年ぶりとなる日本でワンマンライブを横浜アリーナでおこなった。2日間で22,000枚用意されたプラチナ・チケットは1秒でソールドアウトした。X JAPANにとって横浜アリーナ公演は、1991年に実施された『Violence In Jealousy Tour』ツアー以来23年振りということでも話題となった。
2014年10月12日、“世界で最も有名なアリーナ”としても知られる、米ニューヨークのマディソン・スクエア・ガーデンでコンサートを開催した。会場には1万5千人のファンが集まり、アジア単独アーティストとして最高記録になった。
2014年12月26日、テレビ朝日系列で放送された音楽番組『MUSIC STATION SUPER LIVE 2014』にて、X JAPANとしては約17年ぶりにテレビ出演を果たした。番組内でX JAPANのニューアルバムを2015年8月にリリース予定であることも発表された。
2015年2月25日にYOSHIKIがInstagramにX Japan Master Album Sequences 2.24.15と印字されたCD画像を投稿した。
2015年6月27日、幕張メッセにてLUNA SEA初の主宰ロックフェス『LUNATIC FEST. (通称ルナフェス)』に出演した。
2015年7月6日（現地時間5日）、フランスの『JAPAN EXPO』にて全曲新作となるアルバムの翌年3月11日のリリース、それに伴う日本ツアーとワールドツアー、3月12日に英・ウエンブリーアリーナでリリース記念ライブとドキュメンタリー映画の公開を行うことが発表された。
2015年11月26日、大晦日の音楽番組『NHK紅白歌合戦』へ出演することが発表された。X JAPANの出演は1997年12月31日以来、18年ぶりの出演となり、2007年の再結成以降では初出演となる。
2015年11月28日、宮城県石巻市のライブハウス「石巻ブルーレジスタンス」にて、日本ツアーの初日公演を兼ねた、東日本大震災復興支援チャリティーコンサートを実施。ライブハウスのライブは1991年12月31日の目黒鹿鳴館以来24年ぶりとなる。このライブで用意されたチケット150人分のうち、半数の75人分は石巻市・東松島市・女川町の住民を対象にした無料招待枠で、残り半数は「ヤフオク!」でチャリティーオークションに出品、落札額は全額中央共同募金会を通じて被災地支援の寄付金となる。最高落札額は120万円を超える金額へと発展した。ライブの模様は石巻市総合体育館にてパブリックビューイングを開催した他、ニコニコ生放送でも配信された。
2015年12月25日、『MUSIC STATION SUPER LIVE 2015』出演。22年振りに「X」を披露した。
2015年12月31日、18年振りに第66回NHK紅白歌合戦に出演。「紅白スペシャルメドレー 〜 We are X ! 〜」
2016年、ドキュメンタリー映画『We Are X』（監督：スティーブン・キジャック）が、第32回サンダンス映画祭のワールドシネマドキュメンタリー部門にノミネートされ、最優秀編集賞を受賞した。1月23日に米国のユタ州でワールドプレミア上演を開催。3月18日、SXSW 2016で、EXCELLENCE IN TITLE DESIGN部門の観客賞を受賞。
同年2月3日、PATAが大腸憩室炎および門脈血栓症のため入院したことにより一時活動休止を発表し、3月11日にリリース予定であった約20年ぶりのスタジオ・アルバムを延期、それに伴い3月12日に予定されていたイギリスのウェンブリー・アリーナの公演も延期。開催すれば同会場で「日本人初」となる公演だったが、その称号を、当初2番手となる予定だったBABYMETALに譲る事となった。
3月18日、SXSW 2016のYOSHIKIのスピーチにて、PATAが退院したことが明らかになった。
2016年10月14日～10月16日、『VISUAL JAPAN SUMMIT 2016』開催。
2016年12月23日、『MUSIC STATION SUPER LIVE 2016』出演。25年ぶりに「Silent Jealousy」を披露した。
2016年12月31日、第67回NHK紅白歌合戦に出演。「紅」を披露した。
2017年3月3日、ドキュメンタリー映画『We Are X』日本公開。
2017年3月4日（日本時間3月5日）、イギリス：ロンドンのウェンブリー・アリーナ公演。X JAPANの海外の単独公演は2014年10月11日に行われた「X JAPAN LIVE AT MADISON SQUARE GARDEN」以来約2年半ぶりの海外公演。
2017年3月31日、ニコニコチャンネル「YOSHIKI CHANNEL」の特別番組にて、同年6月に21年ぶりのニューアルバム「X JAPAN」をリリースすることをYOSHIKIが発表。
2017年7月、「X JAPAN WORLD TOUR 2017 WE ARE X Acoustic Special Miracle〜奇跡の夜〜 6DAYS」を11日〜12日に大阪城ホールで公演、14日〜17日まで横浜アリーナで公演。
2017年12月31日、第68回NHK紅白歌合戦出演。「ENDLESS RAIN」と「紅」。YOSHIKIは約半年振りにドラム演奏をした。

### 2018年～: YOSHIKIドラム復活、事実上の活動休止、HEATHの死
2018年4月10日、11日に「XJAPAN復活10周年記念 XJAPANLIVE2018 アメリカフェス出演直前 PREMIUM GIGS 〜YOSHIKI復活の夜〜」と称した単発ライブがZepp DiverCityで行われた。このライブでYOSHIKIはニューアルバムは99.7％できていると発言した。正式にYOSHIKIがドラム復帰。又、Coachella 2018の4月14日の公演にSUGIZOの参加が危ぶまれていたが、無事参加することになった。
2018年4月14日、21日にアメリカ・カリフォルニア州インディオで開催された野外ロックフェスティバル「Coachella 2018」に出演し、両日トリを務めた。スペシャルゲストとしてガンズ・アンド・ローゼズのリチャード・フォータスと、リンプ・ビズキットのウェス・ボーランドが参加し、21日にはYOSHIKIの友人であるマリリン・マンソンとのスペシャルパフォーマンスが行われ、マリリン・マンソンの代表曲であるユーリズミックスのカバー『Sweet Dreams』をYOSHIKIのピアノ演奏と共に披露した。『X』の演奏時には、HIDEとTAIJIがホログラムで登場するという演出もなされた。現地メディアはビヨンセと同じ時間に出演するX JAPANに当初より大きな関心を寄せており、『X JAPAN VS ビヨンセ』つまりは『ロック VS ポップス』と、ロックの勢いが振るわないアメリカでX JAPAN、そしてバンドを率いるリーダーのYOSHIKIがどのように切り込んでいくのかと多くの注目が集まっていた。唯一のハードロックバンド、そして日本人アーティストとして計り知れないほどのプレッシャーを抱え、前途多難かに思われたが、初日のコンサート後、米ヤフーニュースには「激しく、吹き飛ばされるかのような破壊力のショーは、まさに“偉大”」、米LAウィークリーには「ビヨンセではなくX JAPANを選んだ」、ローリング・ストーンには「“ハードロックの爆発あり、涙を誘うバラードあり…『JADE』はスピード感のあるメタルリフと間欠泉のような激しさで始まったかと思えば、エモーショナルで華やかなメロディーへと移っていく」と大絶賛され、数多くの大手海外メディアから高い評価が殺到するなど、コーチェラでみせたX JAPANのパフォーマンスはファンのみならず各所に大きな影響を与えた。また、YOSHIKIがコンサート中にMCで叫んだ「Thank you for supporting X JAPAN.　Thank you for supporting Rock’n roll.　Rock is here to stay.（和訳：X JAPANをサポートしてくれてありがとう。ロックをサポートしてくれてありがとう。ロックは死んでない。）」の言葉には、 観客から割れんばかりの歓声が鳴り響いた。
7月5日 - 8日にロサンゼルスで行われた「Anime Expo 2018」でTVアニメ『「進撃の巨人」Season 3 』のオープニング曲を担当することが発表され、更にL'Arc〜en〜Cielのhydeとフィーチャリングとして参加することが発表された。「X JAPAN feat. HYDE」名義として「Red Swan」が2018年秋頃にポニーキャニオンからシングルリリースされた。その後「YOSHIKI feat. HYDE」名義でリリースされることが正式に発表された。
7月17日に「テレビ朝日ドリームフェスティバル2018」の9月15日の公演に出演することが決定した。
2018年9月28日 - 30日に幕張メッセで「X JAPAN Live 日本公演 2018〜紅に染まった夜〜 Makuhari Messe 3Days」を開催。30日の公演は平成30年台風第24号の影響により来場客への安全などを考慮して公開を中止する措置を執ったが、ライブ自体は無観客の状態で開催してその模様をWOWOWメンバーズオンデマンドで生配信すると共にYOSHIKI CHANNELにて全編放送した。
2018年9月以降、X JAPANとしての新規の公演は行われておらず、オリジナルアルバムの完成・発売についても具体的な言及がされていないままである。また、YOSHIKIとToshlの共演も実現していない。
2021年11月29日、アーティスト公認ヴィジュアル系音楽リズムゲーム『EXTASY VISUAL SHOCK』が発表され、X JAPANのメンバーとしてYOSHIKI、PATA、HEATHの参加が発表されたが、結局ゲーム内に登場したのはYOSHIKIのみだった。
2022年10月31日にサービスが終了した。サービス稼働期間は実質半年程だった。
2023年7月28日に「BORN TO BE FREE」以来、8年ぶりとなる新曲「Angel」をリリースする。
2023年10月29日、HEATHが大腸がんにより死去。
2024年7月20日にYOSHIKIのインスタグラムにて、未発表曲の音源の一部と「World Tour?#xjapan」という書き込みが投稿された。

## 音楽性と影響
X JAPANの音楽性はアメリカとイギリスのグラム・メタルやヘヴィメタルの影響を受けたものであり、シンフォニックな要素を持ち合わせながらも勢いのあるスピードメタル/パワーメタル的な曲（「紅」や「Silent Jealousy」はその好例である）や情感溢れるバラード（「ENDLESS RAIN」や「Forever Love」など）が特徴である。楽曲の多くは管弦楽的なパッセージを用いているが、その傾向は特に「Tears」、「CRUCIFY MY LOVE」、「ART OF LIFE」などの長尺な曲で顕著である。
ほとんどの作品はYOSHIKIが作曲を手掛けており、それに比べれば他のメンバーによるものは少ない。hideは「SCARS」などいくつかの作品で作曲を担当しているが、一方PATAによるものは「White Wind from Mr. Martin ～Pata's Nap～」など数少ない。TAIJIはアルバム『Jealousy』に収録されている「Voiceless Screaming」や「Desperate Angel」などいくつかの曲で作曲を担当している。2010年には、SUGIZOが曲をいくつか書いているとの報道があったが、それ以来新たな情報は出てきていない。この時、YOSHIKIはX JAPANの新作について、「今までとほとんど同じです。少しだけエッジが効いた感じになるかも」と語っていた。しかし2014年になると、次の作品は非常にヘヴィであると同時にメロディアス、そして「より現代的な」サウンドであり、以前とは異なるものになるだろうと述べている。
バンドでスタジオに入る前に、ギターやドラムなどすべての楽器の譜面を書くという点で、YOSHIKIの作曲プロセスは特異だといえる。もちろん、必要に応じて変更も行われる。例えば、「DAHLIA」制作時までのギターパートの80%～90%はHIDEの作曲である。
楽曲のイメージに近づけるために、YOSHIKIはレコーディングの際に映画の脚本家・監督の要領でどの様にToshlを閃かせるか、或いはだまくらかして求める声を取るのかを探っていた。ボーカルは1曲につき7～10トラック歌ってもらい、コンピューターの中で素材として保存している。そのデータの中から、YOSHIKIが一番いいテイクを探して作品へと編集する。1行に対して1時間半、60行あったらそれこそ100時間かけて組み合わせて、Toshlを達成感で喜ばせるようにしている。但しこれは「Toshlを毎日道具の様に酷使していた」と後悔させることにもつながってしまった。

### 受けた影響
主作曲者のYOSHIKIは、アイアン・メイデンの『鋼鉄の処女』や『キラーズ』を好きなアルバムとしてあげており、特にパンク・ロックの要素が好みだったと述べている。また、セックス・ピストルズ、ザ・クラッシュ、G.B.H.、カオスUKなどを気に入ってよく聴いていたという。

### 与えた影響
1990年代後半以降にデビューしたハードロック・ヘヴィメタルバンドやヴィジュアル系アーティストを筆頭に、多くのバンドやアーティストがX JAPANから影響を受けたと述べている。具体的には、MIYAVI、DIR EN GREY、GALNERYUSのSYUとFumiya、the GazettE、D、Sadieのヴォーカリスト真緒、12012の川内亨、LM.CのMaya、FLOW、UnsrawのYuuki、DJ OZMA、Dio – Distraught OverlordのKei、deadmanのaie、ScrewのJin、DaizyStripperなどがいる。VersaillesのメンバーはXとLUNA SEAから影響を受けたと公言しているが、中でもヴォーカリストのKAMIJOは「日本の音楽業界で、X JAPANから影響を受けていない人はいないと思う」と述べている。GALNERYUSやDELUHI等で活躍したLedaも、友人がX JAPANとLUNA SEAの曲を聴かせてくれなければ、音楽に興味を持つことすらなかったと述べており、X JAPANは彼にとっての「バイブル」だと打ち明けている。マーティ・フリードマンはX JAPANを、ヴィジュアル系シーンでもっともビッグなバンドで「音楽的にも群を抜いて多才だ」と評価しており、X JAPANを聴いたことで日本のロックにはまっていったと証言している。2010年以降にデビューしたメタルダンスユニットのBABYMETALにも大きな影響を与えており、彼女たちの楽曲やステージパフォーマンスに散見されるX JAPANのオマージュについてYOSHIKIが言及したこともあった。
また、影響を与えたのはポピュラーミュージックだけでなく、吹奏楽曲の作曲家の江原大介や、合唱音楽の作曲家・三宅悠太が作曲家になるきっかけにもなっている。

## メンバー
- 以下、公式サイトの「BIOGRAPHY」上で「現行のラインナップ」として構成されているメンバーで、「担当」の表記も同ページでの記載に準拠[114]。
- 主な経歴、単体の活動などは本人の項目を参照。

| 名前            | 生年月日       | 活動期間                                                                   | 担当                   | 所属バンドの変遷                                                                                         |
| --------------- | -------------- | -------------------------------------------------------------------------- | ---------------------- | --- |
| YOSHIKI ヨシキ  | 1965年11月20日 | 1982–1997/09/22、1997/12/26、1997/12/31、2007/10/22–                       | Drums, Piano, Composer | DYNAMITE（Dr.・Vo.） → NOISE → X → X JAPAN・Violet UK・THE LAST ROCKSTARS                                |
| Toshl トシ      | 1965年10月10日 | 1982–1997/04/20、1997/12/26、1997/12/31、2007/10/22–                       | Vocal                  | DYNAMITE（Gu.） → NOISE → X → X JAPAN                                                                    |
| PATA パタ       | 1965年11月4日  | 1987–1997/09/22、1997/12/26、1997/12/31、2007/10/22–                       | Guitar                 | ブラックローズ ⇒ ジュディ ⇒ X → X JAPAN・Dope HEADz・Ra:IN                                               |
| HEATH ヒース    | 1968年1月22日  | 1992–1997/09/22、1997/12/26、1997/12/31、2007/10/22–2023/10/29（同日死去） | Bass                   | PARANOIA ⇒ media youth ⇒ X JAPAN・Dope HEADz                                                             |
| SUGIZO スギゾー | 1969年7月8日   | 2009/5/1–                                                                  | Guitar & Violin        | ピノキオ ⇒ カシミール ⇒ LUNACY → LUNA SEA ⇒ The FLARE ⇒ X JAPAN・LUNA SEA・Violet UK・THE LAST ROCKSTARS |

### 旧メンバー
HIDEとTAIJIについては再結成以降も正式メンバーとしてクレジットされることもある。
- HIDE（ヒデ）：Guitar & Chorus [1987–1997]：1998年死去。
- TAIJI（タイジ）：Bass & Chorus [1985、1986–1992]：2011年死去。
- TERRY（テリー） - YUJI（ユウジ）：泉沢裕二：Guitar [1982–1985]：YOSHIKIとToshlの高校の同級生。TAIJIの加入条件で脱退。脱退後、再加入を勧められたが拒否している。2002年、交通事故により死去。
- TOMO（トモ）:オガタ トモユキ :Guitar [1984–1985]:1stシングル「I'LL KILL YOU」リリース後に脱退した。
- ATSUSHI（アツシ）- TOKUO（トクオウ）: 德應淳：Bass [1984–1985]：YOSHIKIとToshlの高校の先輩。現在は病気療養中。
- EDDIE（エディー）：小出健一：Guitar [1985]：ex.THE WRETCHED、ex.CRACKED BRAIN、現・RITUAL CARNAGE。TOMOの後任として加入。TERRYと共に脱退。
- HALLY（ハリー）：吉田良文：Guitar：[1985]：ex.DEMENTIA、現・UNITED。TAIJIが最初に加入した時に連れてきたギタリスト。TERRYの後任。吉田によれば、Xには半月ほどしか在籍しておらず、ライブすらやっていなかったとの事[115]。
- JUN（ジュン） - SHU（シュウ）高井寿：Guitar [1985、1986]：HALLYの後任として加入。その後、脱退。ZENの後任として加入。 脱退後はHIKARUと共にRommelを結成。
- ZEN（ゼン）- Xenon：三田一光：Guitar [1985–1986]：現在は住職をしている。
- HIKARU（ヒカル）：宇高光 :Bass [1985–1986]：ex.MEPHISTOPHELES、新宿歌舞伎町で北海道料理店North経営。TAIJIの後任として加入したが、JUNと共に脱退。その後、TAIJIが再加入。
- SATORU（サトル）：村上悟 :Guitar [1986]：X脱退後、Virusに加入。
- ISAO（イサオ）：堀功 :Guitar [1987]：バイク事故により脱退。後に臨時ギタリストであったPATAが正式加入。

### サポートメンバー
- KERRY（ケリー）：高橋雅則：Guitar (support) [1986] : 現・BADWILDE、ex.Mein Kampf、ex.Jail Bait（AIONに在籍歴はない。）
- HIBARI（ヒバリ）：岡本浩明：Drum (support) [1989] : PRESENCEのドラマー。1989年12月3日に行われた「ENFENT TERRIBLE～怖るべき子供達～」にYOSHIKIの代わりに参加。

### 大魔神五人組
大魔神五人組（だいまじんごにんぐみ）とはバンド名がXだったころに、主にライブでファンサービスとして行われていたXのパートチェンジバンドである。全員の担当パートが変わっている。最後の演奏となったライブ、『破滅に向かって』でもYOSHIKIはギター担当になっているが、ギターを抱えてステージを走り回っているだけで、実質的にこの時のギターはTAIJI一人だけであった。
- Vocal：HIDE（ロボ）
- Drums：TOSHI（おちゃるちゃん）
- Guitar：TAIJI（ヒマラヤン五郎）
- Guitar：YOSHIKI（ジョン）
- Bass：PATA（ゴンザレス書記長）

## ディスコグラフィ

### シングル
- I'LL KILL YOU（1985年6月）
- オルガスム（1986年4月）
- 紅（1989年9月）
- ENDLESS RAIN（1989年12月）
- WEEK END（1990年4月）
- Silent Jealousy（1991年9月）
- Standing Sex/Joker（1991年10月）
- Say Anything（1991年12月）
- Tears（1993年11月）
- Rusty Nail（1994年7月）
- Longing 〜跡切れたmelody〜（1995年8月）
- Longing 〜切望の夜〜（1995年12月）
- DAHLIA（1996年2月）
- Forever Love（1996年7月、1998年7月、2001年7月）
- CRUCIFY MY LOVE（1996年8月）
- SCARS（1996年11月）
- Forever Love (Last Mix)（1997年12月）
- THE LAST SONG（1998年3月）
- I.V.（2008年1月）
- Scarlet Love Song -BUDDHA Mix-（2011年5月）
- JADE（2011年6月）
- BORN TO BE FREE（2015年11月）
- Angel（2023年7月）

### スタジオ・アルバム
- Vanishing Vision（1988年4月）
- BLUE BLOOD（1989年4月）
- Jealousy（1991年7月）
- ART OF LIFE（1993年8月）
- DAHLIA（1996年11月）

## タイアップ一覧
| 楽曲                       | タイアップ                                                                           |
| -------------------------- | ------------------------------------------------------------------------------------ |
| 紅                         | NTTドコモ『紅の空に』 篇 CMソング                                                    |
| ENDLESS RAIN               | 映画「ZIPANG」主題歌                                                                 |
| Joker                      | カネボウ「NFL」CF                                                                    |
| Say Anything               | テレビ朝日系ドラマ「ララバイ刑事'91」主題歌                                          |
| Tears                      | TBS系ドラマ「憎しみに微笑んで」主題歌                                                |
| Tears                      | 韓国映画「僕の彼女を紹介します（原題：내 여자 친구를 소개합니다,Windstruck）」挿入歌 |
| Tears                      | 第43回紅白歌合戦テーマソング（楽曲名は「Tears～大地を濡らして～」）                  |
| Rusty Nail                 | 関西テレビ・フジテレビ系ドラマ「君が見えない」主題歌                                 |
| Rusty Nail                 | スズキ「スイフト」CMソング                                                           |
| X                          | ソニーカセットテープ「X」CF                                                          |
| Longing 〜跡切れたmelody〜 | MIZUNOスポーツ用品（イチロー出演編）CF                                               |
| Forever Love               | アニメ映画「X」（CLAMP原作・角川書店）主題歌                                         |
| Forever Love               | 自由民主党国政選挙CF（小泉純一郎総裁出演）                                           |
| CRUCIFY MY LOVE            | 日本石油（現在のJXTGエネルギー）「ZOA」第1弾CF                                       |
| CRUCIFY MY LOVE            | テレビ朝日系列「トゥナイト2」エンディングテーマ                                      |
| White Poem I               | 日本石油「ZOA」第2弾CF                                                               |
| SCARS                      | TBS系「CDTV」96年11月期オープニングテーマ                                            |
| THE LAST SONG              | 日本テレビ系「知ってるつもり?!」エンディングテーマ                                   |
| I.V.                       | 映画「SAW4」全世界主題歌                                                             |
| Scarlet Love Song          | アニメ映画「手塚治虫のブッダ -赤い砂漠よ!美しく-」主題歌                             |
| BORN TO BE FREE            | 映画「ラスト・ナイツ」CMソング                                                       |
| BORN TO BE FREE            | SANKYO「FERVER X JAPAN」CMソング                                                     |
| Kiss the Sky               | 楽天モバイル CMソング                                                                |
| La Venus                   | 映画「WE ARE X」テーマソング                                                         |

## 出演

### NHK紅白歌合戦出場歴
| 年度   | 放送回 | 回 | 曲目                                    | 備考               |
| ------ | ------ | -- | --------------------------------------- | ------------------ |
| 1991年 | 第42回 | 初 | Silent Jealousy                         |                    |
| 1992年 | 第43回 | 2  | 紅                                      |                    |
| 1993年 | 第44回 | 3  | Tears                                   | 白組トップバッター |
| 1994年 | 第45回 | 4  | Rusty Nail                              |                    |
| 1997年 | 第48回 | 5  | Forever Love                            |                    |
| 2015年 | 第66回 | 6  | 紅白スペシャルメドレー 〜 We are X ! 〜 |                    |
| 2016年 | 第67回 | 7  | 紅（2回目）                             |                    |
| 2017年 | 第68回 | 8  | ENDLESS RAIN 2017 紅白スペシャル        |                    |

- 曲名の後の（○回目）は紅白で披露された回数を表す。

## 備考
2023年（令和5年）7月にソーシャル・ネットワーキング・サービスのTwitterが「X」に名称変更された際、Twitter（当時）の日本法人Twitter JapanがX Japanに名称変更されるのでは予想する人が出現した。Twitter Japanは2024年6月時点でも未だに名称変更していないが、イーロン・マスクはTwitter Japanについて「いずれ『X』を含んだ社名に変更する」と述べている。なお、Twitter Japanの公式Xアカウントの名称は「Japan」となった。